# Michail Jurjewitsch Surabow

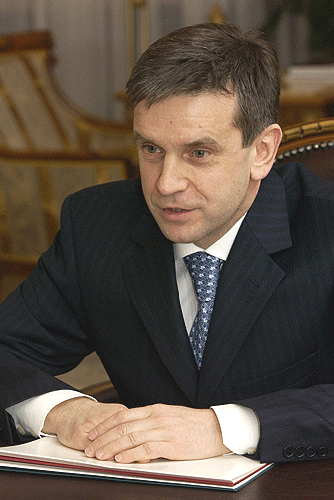
Michail Surabow (2004)

Michail Jurjewitsch Surabow (russisch Михаил Юрьевич Зурабов; * 3. Oktober 1953 in Leningrad) ist ein russischer Politiker und Diplomat.
Von 2004 bis 2007 war Surabow Minister für Gesundheit und Soziales der Russischen Föderation. Seit dem 13. Mai 2000 war er Berater des russischen Präsidenten und vom 5. August 2009 bis 28. Juli 2016 war er Botschafter Russlands in der Ukraine mit Sitz in der Russischen Botschaft in Kiew. Des Weiteren ist er seit dem 19. Januar 2010 Sonderbeauftragter des Präsidenten der Russischen Föderation über den Handel und die Wirtschaftsbeziehungen mit der Ukraine.
Michail Surabow ist verheiratet und hat fünf Kinder.